# Bartsia weberbaueri
Bartsia weberbaueri är en snyltrotsväxtart som beskrevs av Friedrich Ludwig Diels. Bartsia weberbaueri ingår i släktet svarthösläktet, och familjen snyltrotsväxter. Inga underarter finns listade i Catalogue of Life.